# Gupasset

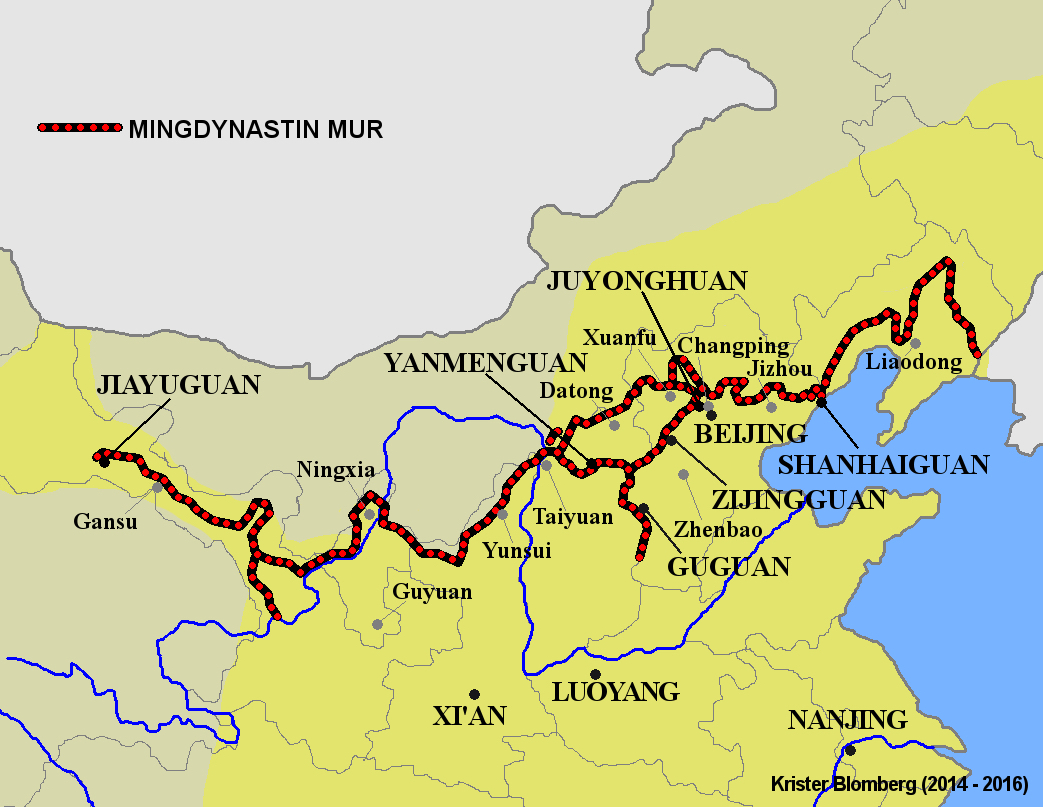
Karta över kinesiska muren från Mingdynastin där Guguan är utmärkt.

Guguan (固关), eller Gupasset, är ett bergspass och en historisk strategiskt viktig passage i Kinesiska muren. Guguan ligger 30 km öster om Yangquan i Taihangbergen nära gränsen mot Hebei i Shanxi i Kina.
Guguan är tillsammans med Juyongguan, Zijingguan och Daomaguan de fyra kända passagerna i den kinesiska muren i Mingdynastins "Västra Beijing" (京西). Guguan uppfördes 1437 under tiden för kejsar Zhengtong.  Muren vid Guguan började renoveras 1998 och öppnades för turism 2003.